# Echinophyllia taylorae
Echinophyllia taylorae är en korallart som beskrevs av Veron 2002. Echinophyllia taylorae ingår i släktet Echinophyllia och familjen Pectiniidae. Inga underarter finns listade i Catalogue of Life.